# Войново (Силістринська область)
Во́йново (болг. Войново) — село в Силістринській області Болгарії. Входить до складу общини Кайнарджа.

## Населення
За даними перепису населення 2011 року у селі проживала 151 особа.
Національний склад населення села:
| Національність   | Кількість осіб | Відсоток |
| ---------------- | -------------- | -------- |
| болгари          | 144            | 95,4%    |
| турки            | 7              | 4,6%     |
| цигани           | 0              | 0%       |
| інша             | 0              | 0%       |
| не визначились   | 0              | 0%       |
| Всього відповіли | 151            |          |

Розподіл населення за віком у 2011 році:
Динаміка населення: